# Gynoplistia (Gynoplistia) scimitar subscimitar
Gynoplistia (Gynoplistia) scimitar subscimitar is een ondersoort van de tweevleugelige Gynoplistia (Gynoplistia) scimitar uit de familie steltmuggen (Limoniidae). De ondersoort komt voor in het Australaziatisch gebied.